# Thomas Pennant
Thomas Pennant (14 giugno 1726 – 16 dicembre 1798) è stato un naturalista e antiquario gallese.
I Pennant erano una famiglia della piccola nobiltà gallese originaria della zona di Whitford (Flintshire), che aveva edificato una piccola tenuta a Bychton a partire dal XVII secolo. Nel 1724 il padre di Thomas, David Pennant, aveva inoltre ereditato da un cugino la vicina tenuta di Downing, aumentando considerevolmente il patrimonio di famiglia. Downing Hall, nella cui «stanza gialla» sarebbe nato Thomas, divenne la residenza principale dei Pennant.
Pennant ricevette la prima educazione alla scuola elementare di Wrexham, prima di trasferirsi alla scuola di Thomas Croft di Fulham nel 1740. Nel 1744 fece ingresso nel Queen's College di Oxford, trasferendosi successivamente all'Oriel College. Così come molti studenti facoltosi dell'epoca, lasciò Oxford senza essersi laureato, sebbene nel 1771 il suo lavoro di zoologo sarebbe stato premiato con una laurea onoraria.
A dodici anni, così come Pennant avrebbe più tardi ricordato, si appassionò alla storia naturale dopo aver ricevuto in dono l'opera Ornithology di Francis Willughby. Una gita in Cornovaglia nel 1746–1747, durante la quale incontrò l'antiquario e naturalista William Borlase, accrebbe il suo interesse per minerali e fossili, i quali furono oggetto dei suoi principali studi scientifici nel corso degli anni '50. Nel 1750, la sua testimonianza di un terremoto avvenuto a Downing venne pubblicata nelle Philosophical Transactions della Royal Society, dove nel 1756 sarebbe comparso anche uno studio su alcuni fossili coralloidi che aveva raccolto a Coalbrookdale (Shropshire). Dal punto di vista pratico, Pennant sfruttò le sue conoscenze geologiche per aprire una miniera di piombo, grazie alla quale avrebbe rimpinguato le finanze della tenuta di Downing, che ereditò nel 1763.
Nel 1757, alla presenza di Carlo Linneo, venne nominato membro della Società Reale Svedese delle Scienze. Nel 1766 pubblicò la prima parte della sua British Zoology, opera più degna di nota come compilazione laboriosa che come un originale contributo alla scienza. Durante la sua stesura visitò il continente, dove incontrò Buffon, Voltaire, Haller e Pallas.

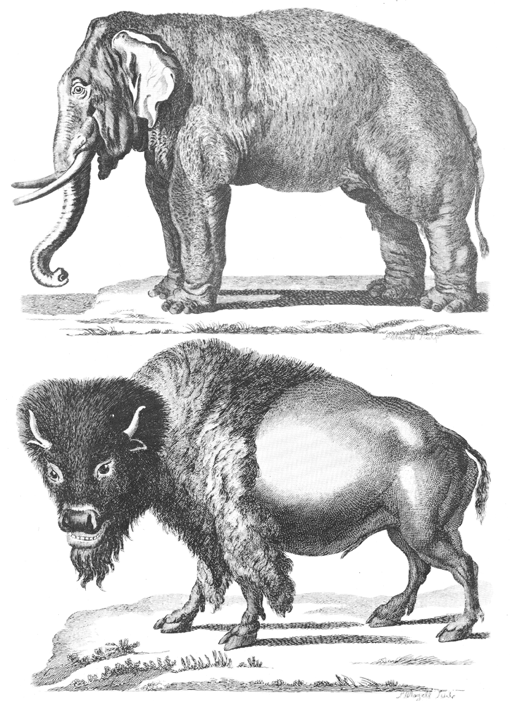
Elefante e bisonte da History of Quadrupeds (1793).

Nel 1767 venne eletto membro della Royal Society. Nel 1771 venne pubblicata la sua Synopsis of Quadrupeds, in seguito riveduta e ampliata col titolo History of Quadrupeds. Alla fine dello stesso anno pubblicò A Tour in Scotland in 1769, che lo rese molto popolare, seguito nel 1774 dal diario di un altro viaggio in Scozia, pubblicato in due volumi. Queste opere si dimostrarono in seguito preziose per aver dato testimonianza di importanti pezzi di antiquariato oggi andati purtroppo perduti. Nel 1778 pubblicò un'opera simile, Tour in Wales, seguita da Journey to Snowdon (del quale la prima parte venne pubblicata nel 1781 e la seconda nel 1783), che successivamente avrebbe costituito il secondo volume dell'opera Tour.
Nel 1783, venne eletto membro straniero dell'Accademia Reale Svedese delle Scienze.
Nel 1782 pubblicò Journey from Chester to London e nel 1785-1787 Arctic Zoology. Nel 1790 comparve il suo Account of London, del quale vennero pubblicate svariate edizioni, e tre anni dopo l'autobiografia Literary Life of the late T. Pennant. Nei suoi ultimi anni fu impegnato nella stesura di un'opera intitolata Outlines of the Globe, della quale i volumi uno e due furono pubblicati nel 1798, e i volumi tre e quattro, pubblicati postumi da suo figlio David Pennant, nel 1800. Fu anche l'autore di un gran numero di opere minori, alcune delle quali pubblicate postume. Morì a Downing.
La corrispondenza che intrattenne con Gilbert White fu alla base dell'opera di quest'ultimo The Natural History and Antiquities of Selborne. Sfortunatamente, le lettere che Pennant inviò a White sono andate perdute.
Il viaggio di Pennant nelle Ebridi Esterne è stato rivisitato da Nicholas Crane in un documentario televisivo trasmesso per la prima volta da BBC Two il 16 agosto 2007, la serie Great British Journeys. A Thomas Pennant è stata dedicata la prima delle 8 puntate della serie.
| Pennant è l'abbreviazione standard utilizzata per le piante descritte da Thomas Pennant. Consulta l'elenco delle piante assegnate a questo autore dall'IPNI. |

| Pennant è l'abbreviazione standard utilizzata per le specie animali descritte da Thomas Pennant. Categoria:Taxa classificati da Thomas Pennant |

## Citazioni letterarie
Nel romanzo storico "Il ballo delle tentazioni" della apprezzata scrittrice americana Caroline Linden, autrice di novelle romantiche calate nella Scozia del 700, viene citato Thomas Pennant e il suo noto doppio volume "A Tour in Scotland" (nella traduzione in italiano "Un giro in Scozia"), come testo fonte di ispirazione per il viaggio a Perth (Regno Unito) dei protagonisti della storia.